# Oakridge (Oregon)
Oakridge az Amerikai Egyesült Államok északnyugati részén, Oregon állam Lane megyéjében, az 58-as út mentén, Westfirtől és Eugene-től 64 km-re keletre, valamint Portlandtől 240 km-re délkeletre helyezkedik el. A 2010. évi népszámláláskor 3205 lakosa volt. A város területe 5,7 km², melyből 0,26 km² vízi.
A várost a Willamette Nemzeti Erdő és a Cascade Range határolja. Oakridge népszerű a túrázók körében: kedvelt horgászóhely, madárles, biciklis útvonal, növényvizsgáló hely, számos vízi sportot űznek a közelben, illetve népszerű a közeli Willamette Pass síközpont is.
Az eredetileg itt elhelyezkedő közösséget Hazeldellnek hívták; postahivatalát 1888. július 26-án alapították. Amikor a Southern Pacific Railway 1912 májusában megnyitotta helyi állomását, a cég egyik vezetője az állomást földrajzi okokból Oak Ridge-nek nevezte el; ugyanezen év július 19-én a nevet Oakridge-re változtatták.
Oakridge és a közeli Westfir gazdasági fejlődését nagyrészt a vasútnak, a faiparnak és a szórakoztatóiparnak köszönheti. A 20. században Oakridge fő foglalkoztatója a Pope and Talbot-, Westfiré pedig a Hines fűrésztelep volt. 1985-re mindkettő bezárt; ennek erős hatása volt a gazdaságra. A helyi gazdaság lassan áll talpra: 2010-ben egy vegyesboltot, 2011-ben egy pékséget, valamint egy kocsmát és egy másik vegyesboltot nyitottak.

## Történet

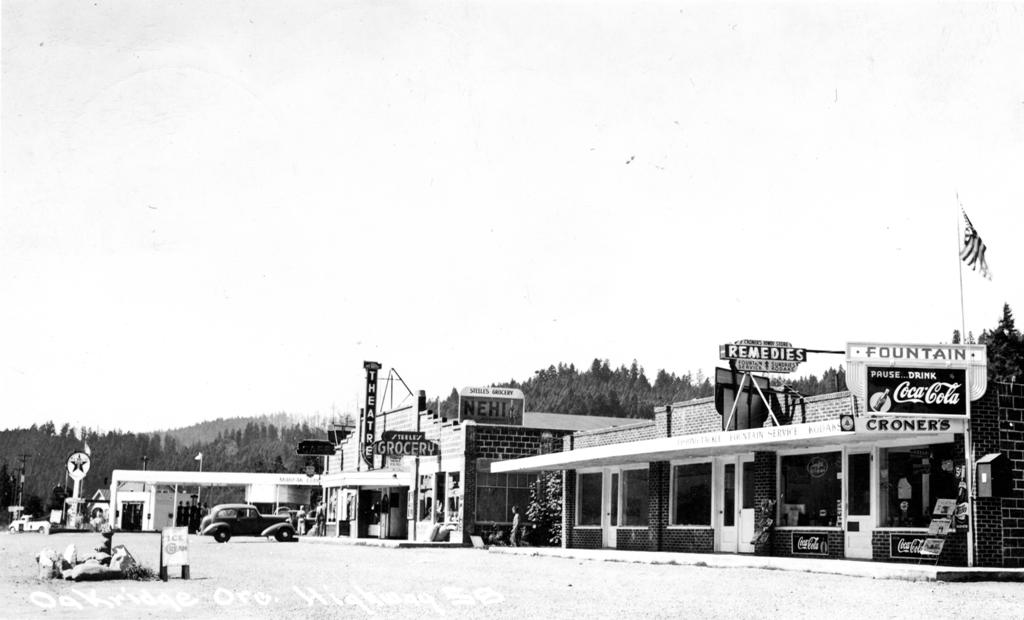
Az 58-as országút 1925 körül

A ma Oakridge-ként ismert területet 1852-ben jelölték ki a Közép-Oregonból a Willamette-völgybe érkező telepesek számára. 1888-ban megnyílt a hely első postahivatala Hazeldell néven; később a hely nevét Big Prairie-re, majd Oak Ridge-re változtatták. 1912-ben új települést alapítottak itt; ekkor kapta végleges nevét. Hegyi elhelyezkedése miatt igazi vasút- és favágóvárossá vált, valamint a túrázók kedvenc helye lett.

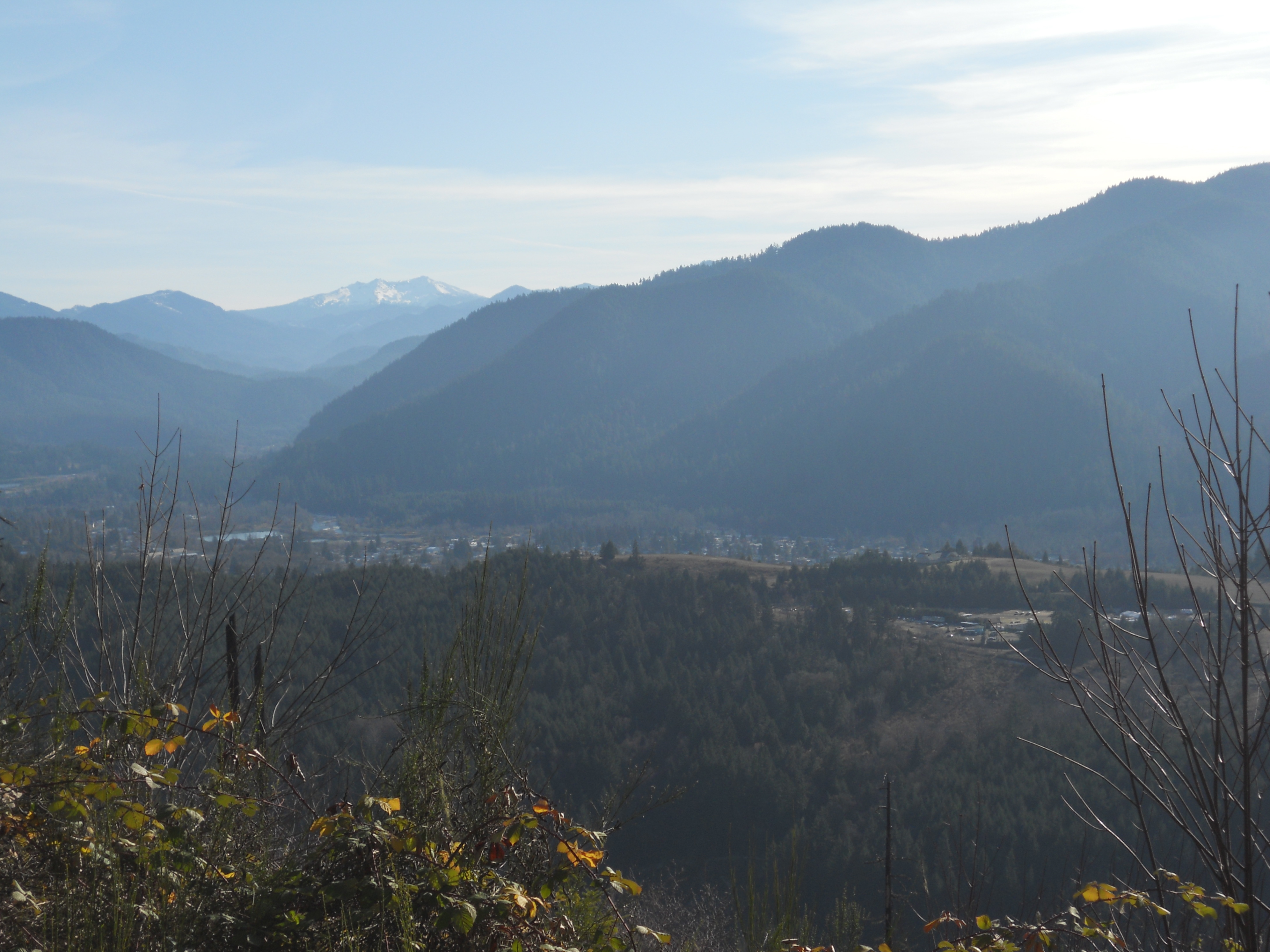
Oakridge észak felől

A hirtelen növekedés nagyrészt a Southern Pacific Railroad vasútépítéseinek köszönhető; 1910-ben már javában zajlottak a munkálatok az Oakridge-et a mai Westfirrel összekötő 22-es alagút munkálatai. 1926-ban megépült a Cascade-vonal oakridge-i állomása; a vonal a Willamette-hágón és a Natron Cutoffon haladt keresztül. Az itt közlekedő járatok nagy szerepet játszottak a helyi gazdaságban. A városhoz hozzátartoznak a vonalon járó, a Union Pacific Railroad által mai napig közlekedtetett vonatok.
1946. július 2-án a Pope and Talbot vállalat megvásárolta a város melletti erdőt. A területen 1948-ban megnyitották az első nagy fűrésztelepet, és masszív fafeldolgozásba kezdtek. Mialatt a vasút és a westfiri Hines fűrésztelep növekedése lelassult, a helyi üzem terjeszkedni kezdett, és már több, mint 500 embert foglalkoztatott. A vasútnak és a fűrésztelepnek köszönhetően 1960 és 1970 között nagyobb népességnövekedés volt, amikor Willamette beolvadt Oakridge-be. Ennek ellenére 1978-ban a westfiri üzem bezárt, 1985-ben pedig a Pope and Talbot is megvált minden alkalmazottjától. Az egykori fűrésztelep ma a város tulajdonában áll.

## Földrajz és éghajlat

### Földrajz
A város tengerszint feletti magassága 370 és 490 méter között váltakozik. A Népszámlálási Hivatal adatai alapján a város területe 5,7 km², melyből 0,26 km² vízi.
Oakridge a Cascade-hegyvidék lábánál található völgyben fekszik, és minden irányból a Willamette Nemzeti Erdő határolja. Öt vízfolyás van a város közelében, a Salmon-, Salt- és Hills-patakok, valamint a Willamette-folyó északi és középső ágai; utóbbi kettőt védetté nyilvánították.
A közeli Diamond Peak-erdőségben fekszik a Diamond Peak pajzsvulkán, mely a város számos pontjáról látható. A Waldo-folyó a világ egyik legtisztábbjaként ismert, az Oregon legnagyobbjai közé tartozó Salt Creek-vízesés 32 km-re északra fekszik.

### Éghajlat
A térség nyarai melegek (de nem forróak) és szárazak; a havi maximum átlaghőmérséklet 22 °C. A Köppen-skála alapján a város éghajlata meleg nyári mediterrán. A legcsapadékosabb a november–január, a legszárazabb pedig a július–augusztus közötti időszak. A legmelegebb hónap augusztus, a leghidegebb pedig december.
| Hónap                         | Jan.  | Feb.  | Már. | Ápr. | Máj. | Jún. | Júl. | Aug. | Szep. | Okt. | Nov.  | Dec.  | Év    |
| ----------------------------- | ----- | ----- | ---- | ---- | ---- | ---- | ---- | ---- | ----- | ---- | ----- | ----- | ----- |
| Rekord max. hőmérséklet (°C)  | 21,7  | 26,1  | 28,3 | 33,3 | 41,1 | 40,6 | 41,7 | 42,2 | 42,2  | 36,7 | 25,0  | 18,3  | 42,2  |
| Átlagos max. hőmérséklet (°C) | 7,2   | 10,0  | 13,3 | 15,6 | 19,4 | 22,2 | 26,7 | 27,2 | 24,4  | 17,8 | 10,0  | 6,1   | 16,7  |
| Átlaghőmérséklet (°C)         | 3,6   | 5,0   | 7,2  | 9,5  | 12,3 | 15,3 | 18,7 | 18,6 | 15,8  | 10,9 | 7,1   | 2,8   | 10,6  |
| Átlagos min. hőmérséklet (°C) | 0,0   | 0,0   | 1,1  | 3,3  | 6,1  | 8,3  | 10,6 | 10,0 | 7,2   | 3,9  | 1,7   | −0,6  | 4,3   |
| Rekord min. hőmérséklet (°C)  | −18,3 | −16,7 | −7,8 | −5,6 | −6,1 | −1,7 | 0,6  | 1,1  | −2,2  | −6,7 | −10,6 | −18,3 | −18,3 |
| Átl. csapadékmennyiség (mm)   | 152   | 117   | 117  | 107  | 81   | 48   | 18   | 18   | 41    | 89   | 185   | 185   | 1158  |
| Forrás: The Weather Channel   |       |       |      |      |      |      |      |      |       |      |       |       |       |

## Népesség

### 2010
A 2010-es népszámláláskor a városnak 3 205 lakója, 1 437 háztartása és 849 családja volt. A népsűrűség 589,2 fő/km². A lakóegységek száma 1 605, sűrűségük 295 db/km². A lakosok 91%-a fehér, 1%-a afroamerikai, 1,8%-a indián, 0,6%-a ázsiai, 1,5%-a egyéb-, 4,5% pedig kettő vagy több etnikumú. A spanyol vagy latino származásúak aránya 5,4% (4,2% mexikói, 0,4% Puerto Ricó-i, 0,7% pedig egyéb spanyol/latino származású).
A háztartások 24%-ában élt 18 évnél fiatalabb. 42% házas, 11% egyedülálló nő, 6% pedig egyedülálló férfi; 41% pedig nem család. 34% egyedül élt; 16%-uk 65 éves vagy idősebb. Egy háztartásban átlagosan 2,2 személy élt; a családok átlagmérete 2,8 fő.
A medián életkor 48 év volt. A város lakóinak 20%-a 18 évesnél fiatalabb, 7% 18 és 24 év közötti, 19%-uk 25 és 44 év közötti, 32%-uk 45 és 64 év közötti, 23%-uk pedig 65 éves vagy idősebb. A lakosok 50,2%-a férfi, 49,8%-uk pedig nő.

### 2000
A 2000-es népszámláláskor a városnak 3 148 lakója, 1 345 háztartása és 892 családja volt. A népsűrűség 571,3 fő/km². A lakóegységek száma 1 526, sűrűségük 277 db/km². A lakosok 92,6%-a fehér, 0,3%-a afroamerikai, 1,6%-a indián, 0,3%-a ázsiai, 0,1%-a Csendes-óceáni szigetekről származik, 1,9%-a egyéb-, 3,3% pedig kettő vagy több etnikumú. A spanyol vagy latino származásúak aránya 5% (4% mexikói, 0,2% Puerto Ricó-i, 0,8% pedig egyéb spanyol/latino származású).
A háztartások 25,5%-ában élt 18 évnél fiatalabb. 50,6% házas, 10,7% egyedülálló nő; 33,7% pedig nem család. 28,2% egyedül élt; 13,3%-uk 65 éves vagy idősebb. Egy háztartásban átlagosan 2,34 személy élt; a családok átlagmérete 2,83 fő.
A város lakóinak 25,9%-a 18 évnél fiatalabb, 3,4%-a 18 és 24 év közötti, 23,6%-a 25 és 44 év közötti, 26,9%-a 45 és 64 év közötti, 20,2%-a pedig 65 éves vagy idősebb. A medián életkor 43 év volt. Minden 18 évnél idősebb 100 nőre 96 férfi jut; a 18 évnél idősebb nőknél ez az arány 99,5.
A háztartások medián bevétele 26 622 amerikai dollár, ez az érték családoknál $33 017. A férfiak medián keresete $28 285, míg a nőké $18 672. A város egy főre jutó bevétele (PCI) $12 885. A családok 12,2%-a, a teljes népesség 14,5%-a élt létminimum alatt; a 18 év alattiaknál ez a szám 18,1%, a 65 évnél idősebbeknél pedig 13%.

## Gazdaság
A város fő foglalkoztatójának számító Pope and Talbot fűrésztelep 1992-ben bezárt, így a helyiek előtt két út maradt: vagy rosszul fizető munkakörökben helyezkedtek el, vagy ingáztak Eugene és Oakridge között. A két legnagyobb foglalkoztató ezután az Oakridge-i Iskolakerület és az Egyesült Államok Erdőgazdálkodási Hivatala lett. Az utóbbi években a városban a gazdaság fő mozgatórugói a szabadidős programok, helyi művészek és kézművesek lettek. Számos kis- és középvállalkozás nyílt meg: többek között egy kerékpáros/síbolt, egy túraszervező, egy kiskocsma és egy pékség. Uptown kerület megalapította az Uptown Business Revitalization Association, melynek célja minél több új vállalkozás helybe csábítása. Habár a mai napig nagy a munkanélküliség, 20 évvel a fűrészüzem bezárása után a helyi gazdaság kezd talpra állni.

## Infrastruktúra

### Közlekedés

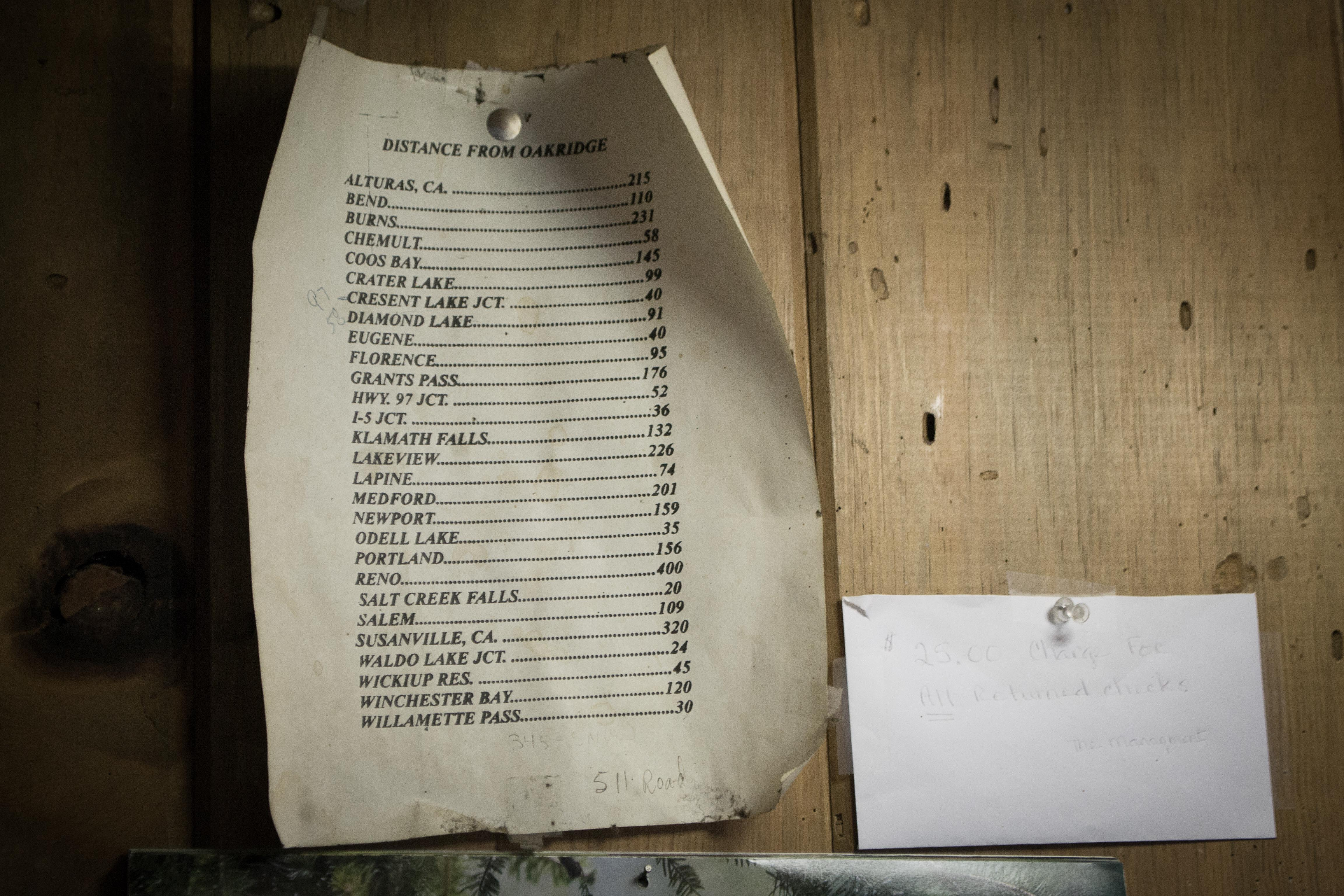
Távolságok Oakridge-től; lista a Mannings Caféban

#### Közút
A várost keresztülszelő 58-as országút kifejezetten a teherforgalom számára van kijelölve, a 97-es országutat és az 5-ös autópályát köti össze.

#### Vasút
A Union Pacific Railroad észak/dél irányú, a nyugati part kétharmadát lefedő teherszállító fővonala a városon halad keresztül. Az Amtrak ugyanezen pályán több személyszállító vonatot is közlekedtet Eugene-ből.

#### Busz
A Lane Transport District Diamond Express néven napi 3 járatpárt üzemeltet Oakridge és Eugene és Springfield között.

#### Légi közlekedés

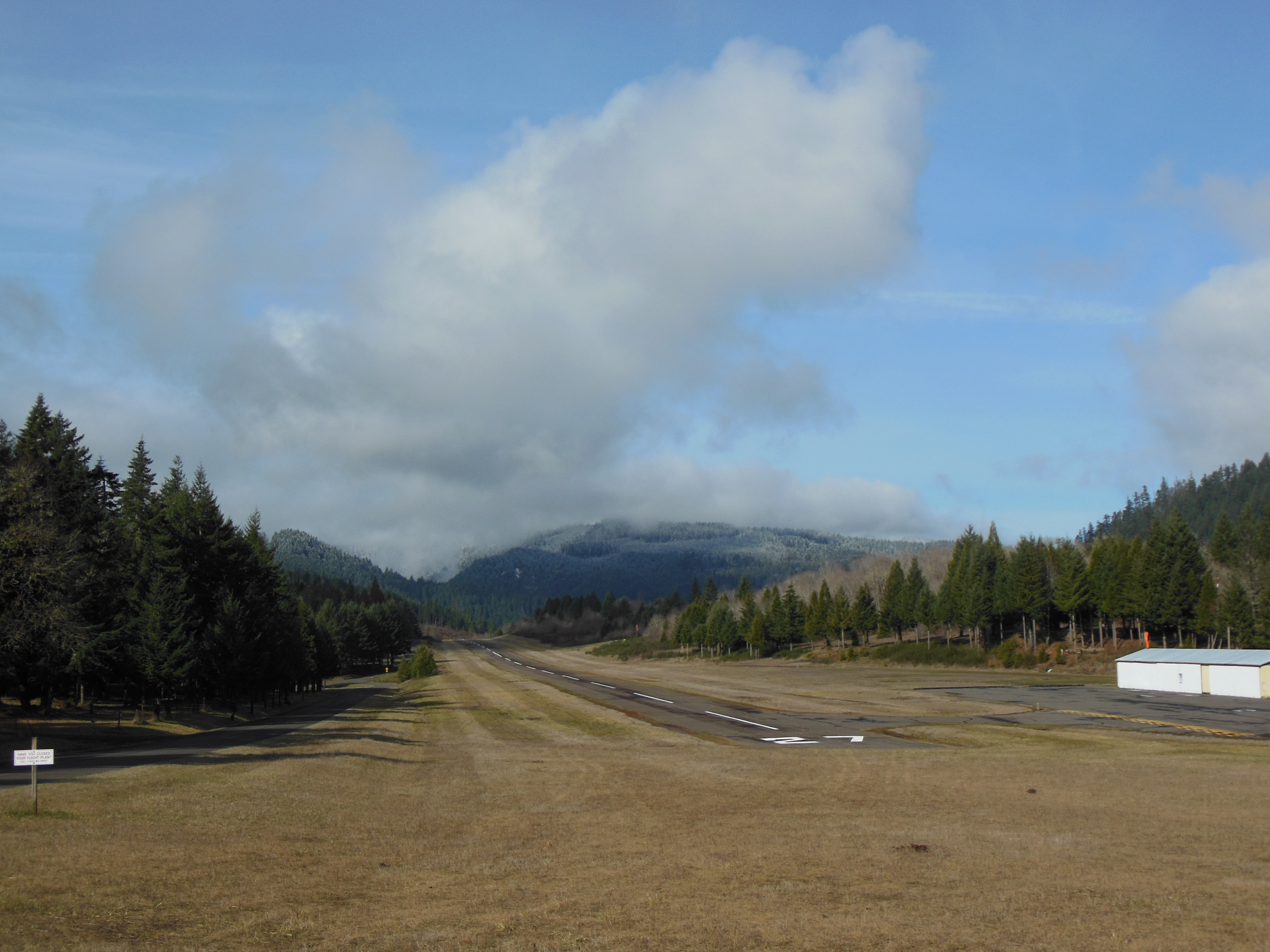
Az Oakridge-i állami repülőtér

A várostól 1,6 km-re nyugatra található az Oakridge-i állami repülőtér. A legközelebbi, a nyugati part városaiba utas-, a világ minden tájába pedig teherszállító gépeket indító repülőtér az Eugene-i repülőtér.

#### Kikötők
A legközelebbi nemzetközi kikötők a 233 km-re nyugatra lévő Coos Bay-i, valamint a 240 km-re északra fekvő portlandi kikötő.

### Oktatás
Az Oakridge-i Iskolakerületnek egy általános- (Oakridge Elementary School) és egy középiskolája (Oakridge High School) van. A két iskola szolgálja ki Oakridge-et, Westfirt, illetve az őket övező területeket (a High Praire-t is beleértve).
2008-ban az Oakridge High Schoolt a U.S. News & World Report az USA legjobb iskolái közé választotta.
Az Oregoni Egyetem és a Lane Közösségi Főiskola a várostól 65 km-re északra helyezkednek el.

#### Könyvtár
Az Oakridge-i Közkönyvtár 2012-ben nyílt meg a városháza mellett, a 48318 E. First St. címen. Az 580 000 dolláros szövetségi támogatással épült intézmény a korábbi, a városháza épületében működő kisebb könyvtárat váltotta ki.

## Fordítás
Ez a szócikk részben vagy egészben  az   Oakridge, Oregon című angol Wikipédia-szócikk ezen változatának fordításán alapul.  Az eredeti cikk szerkesztőit annak laptörténete sorolja fel. Ez a jelzés csupán a megfogalmazás eredetét és a szerzői jogokat jelzi, nem szolgál a cikkben szereplő információk forrásmegjelöléseként.